# Skala Fujity
Skala Fujity lub skala Fujity–Pearsona – skala oceniająca poziom intensywności tornad na podstawie zniszczeń zabudowy i rzadziej roślin. Opracował ją w 1971 roku Tetsuya „Ted” Fujita z Uniwersytetu w Chicago, we współpracy z Allenem Pearsonem. Rozwinęli ją w 1973 r. o długość i szerokość ścieżek.
1 lutego 2007 skala Fujity została zaktualizowana do Ulepszonej Skali F (Skala EF ang. Enhanced F Scale), gdzie zniszczenia podzielone są na klasy w odniesieniu do konkretnych rodzajów konstrukcji obiektów budowlanych. Pozwala to sprawniej posługiwać się nią na terenie Stanów Zjednoczonych.

## Skala Fujity
Siedem kategorii w kolejności od najmniejszej siły (F6 nie jest używana):
| Kategoria | Prędkość wiatru | Prędkość wiatru | Względna częstotliwość występowania | Potencjalne zniszczenia | Potencjalne zniszczenia | Potencjalne zniszczenia |
| Kategoria | mph             | km/h            | Względna częstotliwość występowania | Potencjalne zniszczenia | Potencjalne zniszczenia | Potencjalne zniszczenia |
| F0        | 40–72           | 64–116          | 38,9%                               | Lekkie zniszczenia. Lekko zniszczone kominy; połamane gałęzie drzew; wyrwane płytko zakorzenione drzewa; zniszczone znaki drogowe. | F0 damage example       |                         |
| F1        | 73–112          | 117–180         | 35,6%                               | Umiarkowane zniszczenia. Dolna granica prędkości wiatru jest granicą wiatru huraganowego; odpadają części dachów; podniesione i wywrócone mieszkalne przyczepy kempingowe; spychane samochody, jadące drogą; możliwe zniszczenie obiektów budowlanych o prowizorycznej konstrukcji.                                  | F1 damage example       |                         |
| F2        | 113–157         | 181–253         | 19,4%                               | Znaczne zniszczenia. Dachy zrywane z domów; zniszczone przyczepy kempingowe; wywrócone wagony kolejowe; duże drzewa strzaskane lub wyrwane z korzeniami; lekkie przedmioty przenoszone z dużą prędkością | F2 damage example       |                         |
| F3        | 158–206         | 254–332         | 4,9%                                | Ciężkie zniszczenia. Dachy i niektóre ściany zerwane i zniszczone nawet z budynków o mocnej konstrukcji; wywrócone pociągi; większość drzew w lasach wyrwanych z korzeniami; podniesione z ziemi i wyrzucone ciężkie samochody.                                                                                      | F3 damage example       |                         |
| F4        | 207–260         | 333–418         | 1,1%                                | Druzgocące zniszczenia. Budynki o mocnej konstrukcji zrównane z ziemią; konstrukcje na słabych fundamentach przeniesione na pewną odległość; samochody przenoszone w powietrzu z dużą prędkością. | F4 damage example       |                         |
| F5        | 261–318         | 419–512         | poniżej 0,1%                        | Zniszczenia jeszcze większe, niż w przypadku poprzednich stopni. Budynki o silnych szkieletach podniesione z fundamentów, przeniesione na znaczne odległości zniszczone; przedmioty wielkości samochodów przenoszne na odległość ponad 100 m; drzewa powyrywane; stalowo-żelbetowe konstrukcje dotkliwie zniszczone. | F5 damage example       |                         |

Tabela ta prezentuje częstotliwość występowania tornad w Stanach Zjednoczonych. Częstotliwość tornad o sile powyżej F2 są znacznie mniejsze poza USA. W Kanadzie, Bangladeszu oraz we wschodnich Indiach i obszarach sąsiadujących także często występują silne tornada, lecz nie są tam prowadzone dokładne statystyki.

## Ulepszona skala Fujity

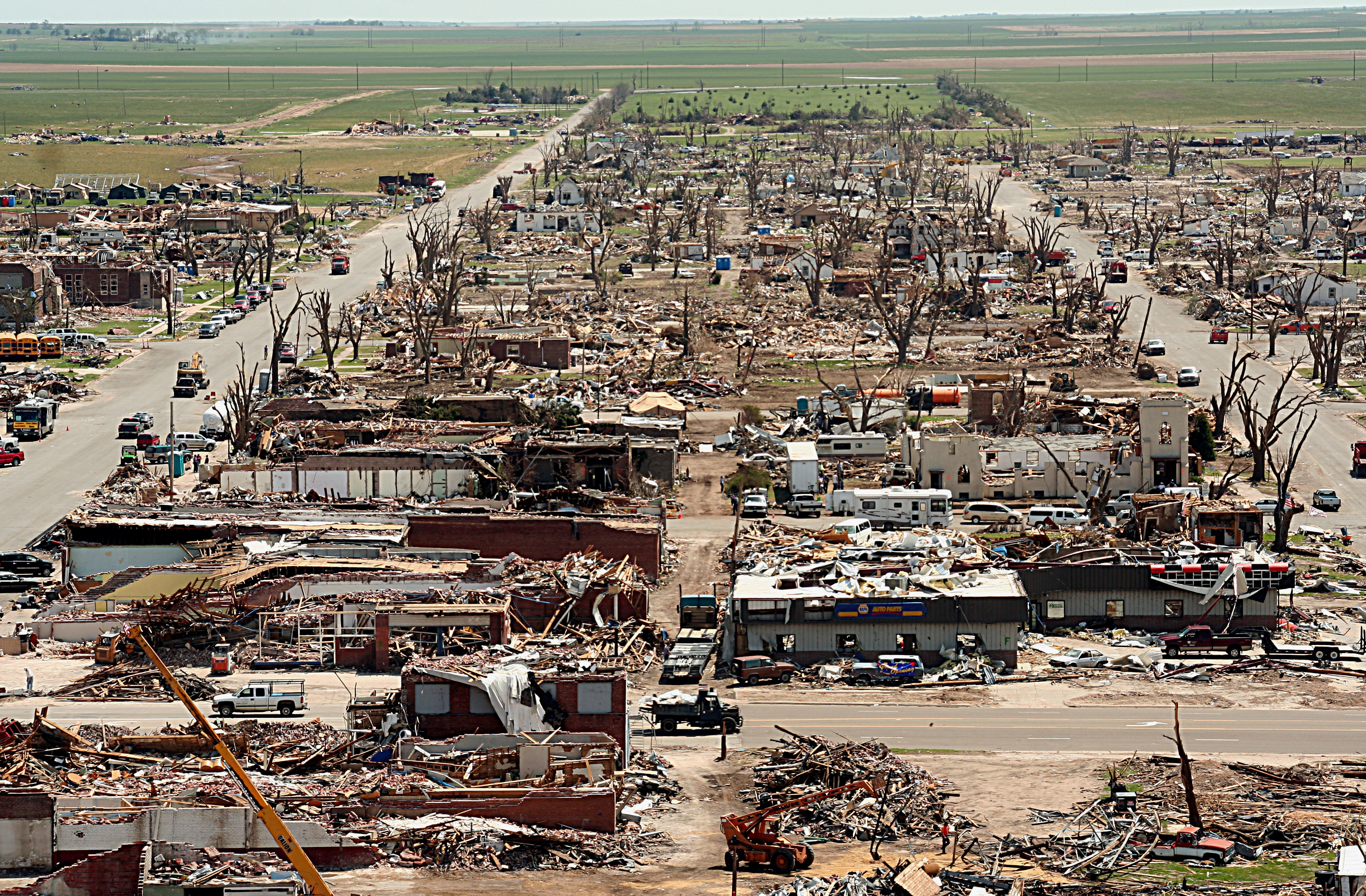
Zniszczenia po tornadzie, które w maju 2007 roku zrównało z ziemią miejscowość Greensburg w stanie Kansas w USA. Pierwszy przypadek tornada o sile EF5, od czasu wprowadzenia ulepszonej skali Fujity.

W USA od lutego 2007 roku wprowadzono do użytku nową, zmodyfikowaną skalę Fujity. Podobnie jak starsza wersja, ta skala również określa siłę tornada na podstawie zniszczeń. Wprowadzono w niej pewne ulepszenia: zwiększono różnorodność konstrukcji, które mogą potencjalnie ulec uszkodzeniu lub zniszczeniu przez tornado. Uwzględniono także solidność i jakość konstrukcji. Uległy zmianie szacowane wartości prędkości wiatru na poszczególnych stopniach skali. 
Skala posługuje się symbolami od EF0 do EF5:
- EF0 – wiatr o prędkości od 105 do 137 km/h (uszkodzenia dachów domów, wyrywane gałęzie drzew)
- EF1 – wiatr o prędkości od 138 do 178 km/h (zerwane dachy, przewrócone i zniszczone przyczepy campingowe)
- EF2 – wiatr o prędkości od 179 do 218 km/h (zerwane dachy z solidnych konstrukcji, duże drzewa wyrywane z korzeniami, lekkie samochody podnoszone z ziemi)
- EF3 – wiatr o prędkości od 219 do 266 km/h (niszczone całe piętra solidnych domów, uszkodzenia dużych budynków, wykolejone pociągi, podnoszone z ziemi cięższe samochody)
- EF4 – wiatr o prędkości od 267 do 322 km/h (solidne domy zrównane z ziemią, samochody wyrzucane w powietrze)
- EF5 – wiatr o prędkości powyżej 322 km/h (domy o bardzo silnym szkielecie zrównane z ziemią do fundamentów, samochody przenoszone na odległości do 100 metrów, wieżowce ze zdeformowaną konstrukcją)[1]